# Sojusznicze Dowództwo Sił Połączonych NATO w Brunssum
Sojusznicze Dowództwo Sił Połączonych NATO w Brunssum, JFC Brunssum (ang. Allied Joint Force Command) – jedno z dwóch dowództw operacyjnych NATO, zlokalizowane w Brunssum (Holandia).
1 lipca 2004 rozwiązano Dowództwo Połączonych Sił Sojuszniczych Europy Północnej AFNORTH i utworzono  Allied Joint Force Command Headquarters Brunssum JFC HQ BRUNSSUM.
Dowództwo prowadziło operacje ISAF (Międzynarodowe Siły Wsparcia Bezpieczeństwa w Afganistanie). W 2012 roku liczyło około 1500 żołnierzy i pracowników cywilnych, w tym 34 polskich oficerów i podoficerów.
Dowódcą Sojuszniczego Dowództwa Sił Połączonych NATO w Brunssum jest obecnie (2025) włoski generał Guglielmo Luigi Miglietta, zastępcą dowódcy jest brytyjski generał broni John Mead, a szefem sztabu jest francuski generał broni Jean-Pierre Perrin.

## Dowódcy
- gen. Wolf Langheld(inne języki) – od września 2010[5];
- gen. Hans-Lothar Domröse(inne języki) – od grudnia 2012[5];
- gen. Guglielmo Luigi Miglietta – od 3 czerwca 2022[7].